# Azul egípcio
Azul egípcio, também conhecido como silicato de cobre e cálcio (CaCuSi4O10 ou CaO·CuO·4SiO2) é um pigmento usado pelos egípcios por milhares de anos. É considerado como o primeiro pigmento sintético. O pigmento foi conhecido pelos romanos com o nome de cerúleo (caeruleum). Vitrúvio descreveu em seu trabalho "De architectura" que ele foi produzido pela moagem de areia, cobre e natrão que foram misturados e aquecidos, moldados em pequenas bolas, em fornalhas. A cal é necessária para a produção, mas provavelmente utilizou-se areia rica em cal ao invés de cal pura. Após a era romana, o azul egípcio deixou de ser usado e o modo de fabricação foi esquecido.

## Definição
Azul egípcio é um pigmento azul sintético constituído de uma mistura de sílica, cal, cobre e álcali. A cor é devido ao tetrasilicado de cálcio-cobre CaCuSi4O10 de exatamente a mesma composição como a cuprorivaita que ocorre naturalmente. O termo para ele na língua egípcia é hsbd-iryt, que significa lápis-lazúli artificial (hsbd). Foi usado na antiguidade como um pigmento para colorir uma variedade de meios diferentes, tais como pedra, madeira, gesso, papiro e lona; e na produção de numerosos tipos de objetos, incluindo selos cilíndricos, contas, escaravelhos, incrustações, potes e estatuetas. É, às vezes, referido pela literatura egiptológica como frita azul. Alguns argumentam que este é um termo errôneo que deveria ser reservado para descrever a fase inicial na produção de vidro ou esmalte enquanto outros argumentam que azul egípcio é uma frita tanto na forma fina e grossa, uma vez que é produto da reação em estado sólido. A sua cor azul característica, resultante de um de seus principais componentes — cobre — varia das tonalidades claro e escuro, dependendo do processamento diferencial e composição. Além do Egito, ele também foi encontrado no Oriente Próximo, no Mediterrâneo Oriental e nos limites do Império Romano. Embora, sem dúvida, uma invenção egípcia, não é claro se a sua existência noutras civilizações foi um resultado de invenções paralelas ou se a tecnologia se espalhou para essas áreas.

## História e conhecimento
Os antigos egípcios mantinham a cor azul em estima muito elevada e estavam ansiosos para apresentá-lo em muitos meios e em uma variedade de formas. Eles também desejaram imitar as pedras semipreciosas, turquesa e lápis-lazúli, que foram valorizadas pela sua raridade e cor azul gritante. Uso de minerais que ocorrem naturalmente, tais como azurita, para adquirir este azul era impraticável, pois estes minerais eram raros e difíceis de trabalhar. Desse modo, para apropriar-se de grandes quantidade de cor azul que os egípcios procuravam, era necessário fabricar o pigmento eles mesmos.
Os egípcios desenvolveram uma ampla gama de pigmentos incluindo o que é agora conhecido como azul egípcio, que foi o primeiro da sua cor, no momento de seu desenvolvimento. Esta conquista foi devido ao avanço do Egito como uma sociedade agrícola sedentária. Esta civilização estável e estabelecida incentivou o crescimento de camadas sociais de não-trabalhadores, incluindo clérigos e a teocracia egípcia. Os faraós egípcios foram patrões das artes e consequentemente foram devotados ao avanço da tecnologia de pigmentos.
A primeira evidência do uso do azul egípcio é na IV dinastia (c. 2 575-2 467 a.C.), donde esculturas de pedra calcária e uma variedade de selos cilíndricos e esferas moldadas são conhecidos. No Império Médio (2 050-1 652 a.C.), continuou a ser usado como um pigmento na decoração de túmulos, pintura de paredes, móveis e estátuas e no Império Novo (1 570-1 070 a.C.), começou a ser mais amplamente utilizado na produção de numerosos objetos. Seu uso continuou durante todo o período tardio e greco-romano, só se extinguindo no século IV d.C., quando o segredo de sua fabricação foi perdido. Não há informações escritas em antigos textos egípcios sobre a fabricação de azul egípcio na antiguidade e só foi primeiramente mencionado na literatura romana por Vitrúvio durante o século I a.C. Ele se refere a ele como coeruleum e erroneamente afirma que ele foi inventado em Alexandria, e foi feito pela mistura de areia, limalha de cobre e natrão, deixando de mencionar cal - um componente importante do azul egípcio. Teofrasto lhe da o termo grego κύανος (kyanos, azul), que provavelmente se refere originalmente ao lápis-lazúli. Finalmente, foi somente no início do século XIX que houve um interesse renovado em aprender mais sobre sua fabricação, quando foi investigado por Sir Humphry Davy, em 1815 e outros, como W. T. Russell e F. Fouqué.

### Ocorrência fora do Egito
Azul egípcio foi encontrado na Ásia Ocidental durante a metade do milênio III a.C. na forma de pequenos artefatos e ornamentos, mas não como um pigmento. Ele foi encontrado na área do Mediterrâneo no final da Idade do Bronze Médio, e traços de estanho foram encontrados na sua composição, sugerindo a utilização de sucata de bronze ao invés de minério de cobre como fonte de cobre. Durante o período romano havia uso extensivo de azul egípcio, como um vaso que contém o pigmento utilizado, encontrado em 1814 em Pompeia, ilustra. Constatou-se também que não foi utilizado como um pigmento nos túmulos de uma série de pintores. Etruscos também utilizaram em suas pinturas de parede. O relacionado azul chinês tem sido sugerido como tendo raízes egípcias.

## Composição e manufatura
Vários experimentos foram realizados por cientistas e arqueólogos interessados em analisar a composição do azul egípcio e as técnicas usadas para fabricá-lo. É agora geralmente considerado como um material multifásico que foi produzido por aquecimento conjunto de areia de quartzo, um composto de cobre, carbonato de cálcio, e uma pequena quantidade de um álcali (natrão) a temperaturas que variam entre 800-1000°C (dependendo da quantidade de álcali usado) por várias horas. O resultado é cuprorivaita ou azul egípcio, dióxido de carbono e vapor de água:
Cu2CO3(OH)2 + 8 SiO2 + 2 CaCO3 → 2 CaCuSi4O10 + 3 CO2 + H2O
No estado final, o azul egípcio consiste em cristais azuis retangulares juntos com  quartzo que não reagiu e algum vidro. A partir das análises de um número de amostras a partir do Egito e noutros locais, determinou-se que a porcentagem em peso dos materiais usados para obter azul egípcio na antiguidade geralmente variavam dentro dos montantes seguintes:
- 60-70% de sílica (SiO2)
- 7-15% de cal (CaO)
- 10-20% de óxido de cobre (II) (CuO)

Para obter cuprorivaita teórica, onde ocorrem apenas cristais azuis, sem excesso de quartzo que não reagiu ou formação de vidro, as seguintes porcentagens teriam que ser utilizadas:
- 64% de sílica
- 15% de cal
- 21% de óxido de cobre

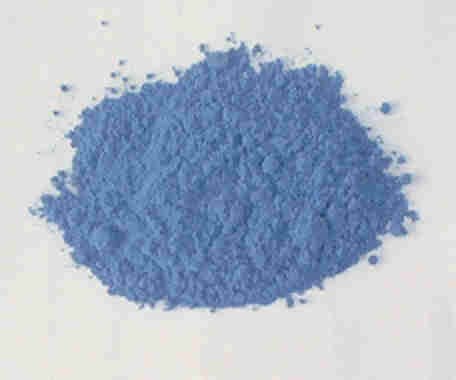
Azul egípcio.

Contudo nenhuma das amostras analisadas desde a antiguidade foram feitos desta composição definitiva, como todos tinham excesso de sílica, juntamente com um excesso de qualquer CuO ou CaO. Tem sido sugerido que este pode ter sido intencional. Um aumento no conteúdo de álcali resulta em um pigmento contendo mais quartzo que não reagiu incorporado numa matriz de vidro, que por sua vez resulta em uma textura mais dura. A redução do conteúdo de álcali (menos que 1%), por outro lado, não permite que se forme vidro e o resultado é um azul egípcio mais suave, com uma dureza de 1-2 Mohs.
Em adição à forma como o nível das diferentes composições influenciam a textura, o modo como o azul egípcio foi processado também teve efeito sobre a sua textura, em termos de aspereza e finura. Após um número de experimentos, Title et al. concluiu que para uma textura fina de azul egípcio, duas fases foram necessárias para se obter cristais uniformemente intercalados. Primeiro os ingredientes são aquecidos, e o resultado é um produto com textura áspera. Este é então moído até um pó fino e é adicionado água. A pasta é então remodelada e queimado novamente a temperaturas que variam entre 850-950°C durante uma hora. É possível que estas duas fases foram necessárias para produzir uma paste que era suficientemente fina para a produção de pequenos objetos. Azul egípcio de textura grosseira, por outro lado, não teria passado pelo segundo estágio. Uma vez que é encontrado normalmente nas lajes funerárias (nos períodos dinásticos) e bolas (no período greco-romano) sugere-se que estes poderiam ter sido agrupados para serem processados através de uma segunda etapa, onde eles seriam aterrados e finamente texturizados, ou teriam sido aterrados para uso como um pigmento azul.
O tom de azul alcançado também foi relacionado com a aspereza e finura do azul egípcio como foi determinado pelo grau de agregação dos cristais de azul egípcio. Azul egípcio grosseiro, era relativamente espesso na forma, devido aos grandes aglomerados de cristais, que aderem ao quartzo que não reagiu. Este agrupamento resulta em uma cor azul escuro. Alternativamente azul egípcio de textura fina consiste em aglomerados menores que são uniformemente intercalados entre os grãos de quartzo não reagidos e tende a ser azul de cor clara. Azul claro diluido, por outro lado, é usado para descrever a cor de azul egípcio de textura fina que tem uma grande quantidade de vidro formado na sua composição, que mascara a cor azul, e confere-lhe uma aparência diluída. Isso depende do nível de álcali adicionado à mistura e, portanto, mais álcali gera maior produção de vidro, que por sua vez aumenta a aparência de diluido. Este tipo de azul egípcio é especialmente evidente durante a XVIII dinastia e mais tarde, e provavelmente está associado com o aumento da tecnologia de vidro neste momento.
Se certas condições não foram satisfeitas, o azul egípcio não seria produzido de forma satisfatória. Por exemplo, se as temperatura foram acima de 1050°C, tornar-se-ia instável. Se demasiada cal fosse adicionado, formar-se-ia wollastonita (CaSiO3) dando ao composto um pigmento de cor verde. Demasia de ingredientes resultam em excesso de óxido de cobre como cuprita e tenorita.

## Evidências arqueológicas

### Amarna
Nas escavações de Amarna, Lixte e Malcata no começo do século XX, Petrie descobriu dois tipos de vasos que ele sugeriu terem sido usados na antiguidade para fazer azul egípcio: panelas em forma de taça e vasos cilíndricos. Em escavações recentes em Amarna por Barry Kemp (1989), um número muito pequeno destas panelas foram descobertas, embora vários pedaços de "bolos" de azul egípcio foram encontrados, o que permitiu a identificação de cinco categorias diferentes de formas de azul egípcio e os vasos associados com eles: grandes bolos redondos planos, grandes bolos retangulares planos, bolos em forma de taça, pequenas peças em forma de saco e formas esféricas. A ausência de estanho nas amostras analisadas fez autores sugerirem que isto é uma indicação de que havia a possibilidade de utilização de sucata de cobre ao invés de bronze.

### Qantir
Na década de 1930, Mahmud Hamza escavou um número de objetos relacionados com a produção de azul egípcio em Qantir, tais como bolos de azul egípcio e fragmentos em vários estágios de produção que fornecem evidências de que o azul egípcio foi realmente produzido no local de Qantir. Escavações recentes no mesmo local, descobriram uma indústria baseada em cobre, com vários ofícios associados, nomeadamente fundição de bronze, manufatura de vidro vermelho, faiança e azul egípcio. Cadinhos de cerâmica, com restos de aderentes de azul egípcio foram encontrados nas escavações, sugerindo mais uma vez que tinham sido fabricados no local. Também é possível que "bolos" de azul egípcio foram posteriormente exportados para outras áreas em todo o país para serem trabalhados uma vez que há escassez de produtos acabados de azul egípcio no local. Por exemplo, bolos de azul egípcio foram encontrados em Zawiyet Umm el-Rakham, um forte raméssida perto da costa da Líbia, indicando que os bolos foram de fato negociados, trabalhados e remodelados longe de seu local de produção primária.

## Conexão com outros materiais vítreos e com metais

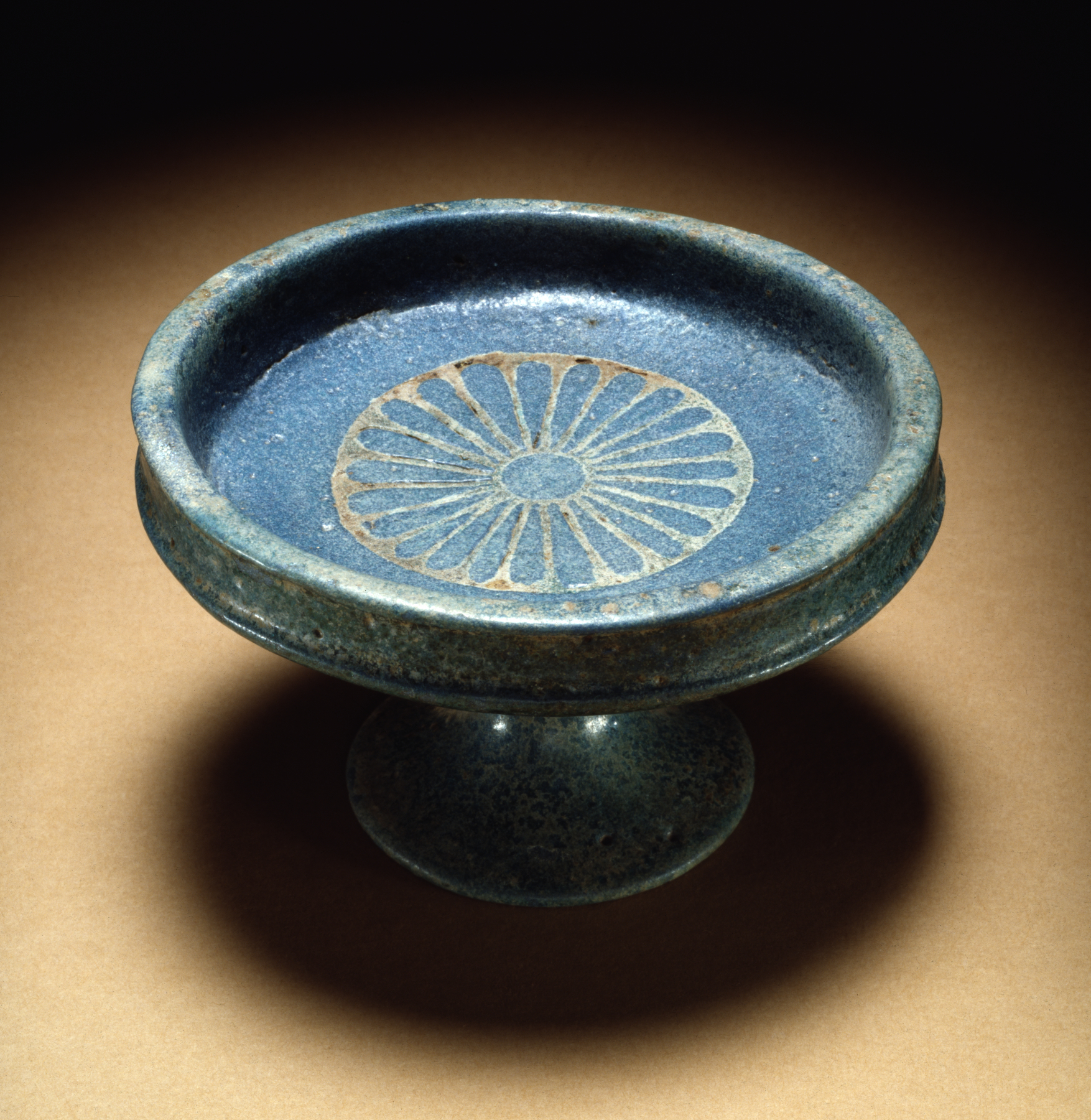
Prato e suporte de faiança azul, Novo Reino (1400-1325 a.C.)

Azul egípcio está intimamente relacionado com outros materiais vítreos, produzidos pelos antigos egípcios, ou seja, vidro e faiança egípcia, e é possível que os próprios egípcios não empregaram termos diferentes para distinguir os três produtos um do outro. Embora seja mais fácil distinguir entre faiança e azul egípcio, devido ao núcleo distinto de objetos e as respectivas camadas de faiança vidradas separadas, é por vezes difícil distinguir vidro a partir do azul egípcio devido à textura muito fina que o azul egípcio poderia ocasionalmente ter. Isto é especialmente verdadeiro durante o Império Novo quando o azul egípcio tornou-se mais refinado e vítreo e continuou como tal até o período greco-romano. O azul egípcio, como a faiança, são uma tecnologia muito mais velha do que o vidro, que só começou durante o reinado de Tutemés III (r. 1479–1425 a.C.). Não há dúvida de que as alterações na manufatura de azul egípcio foram associadas com a introdução da indústria de vidro.
Análise das fontes de cobre utilizadas no fabrico de azul egípcio indicam uma relação com a indústria de metal contemporânea. Considerando que nos período anteriores, é mais provável que os minérios de cobre foram utilizados, durante o reinado de Tutemés III, o minério de cobre é substituído pelo uso de limalha de bronze. Isto foi realizado através da detecção de uma quantidade específica de óxido de estanho em azul egípcio que só poderia ter sido resultado da utilização de aparas e bronze de estanho como fonte de cobre, que coincide com o tempo que o bronze tornou-se amplamente disponível no Antigo Egito.